# Светско првенство у атлетици на отвореном 2015 — бацање копља за мушкарце
Такмичење у бацању копља у мушкој конкуренцији на Светском првенству у атлетици 2015. у Пекингу одржано је 24. и 26. августа на Националном стадиону.
Титулу светског првака из Москве 2013. бранио је Витјезслав Весели из Чешке.

## Коментар такмичења
Две године раније Џулијус Јего био је четврти, чиме је скренуо пажњу јавности на себе, будући да Кенијци никад нису имали добре такмичаре у техничким дисциплинама. Тада је бацио 85,40 м и поставио нови кенијски рекорд. Отада је побољшао свој рекорд још 6 м и дошао у Пекинг с најдужим хицем сезоне и фаворит за златну медаљу, коју је бранио Витјезслав Весели. У конкуренцији је био и другопласирани са прошлог првенства Теро Питкемеки. Човек који је Јегу пре 2 године одузео бронзану медаљу у последњој серији, Дмитриј Тарабин, овог пута се није пласирао у финале, као ни Кишорн Волкот, актуелни олимпијски победник.
Након 1. серије у финалу водећи је био Томас Релер (85,68). У 2. серији водство је преузео Ихаб Абделрахман Ел Сајед бацивши свој најбољи хитац сезоне: 88,99. У међувремену је Јего преступио у 1. серији, а у другој је бацио 82,45, што је било довољно тек на 5. место и доводило у опасност да не буде међу 8 најбољих након прве 3 серије, који настављају такмичење. У 3. серији бацио је 92,72 м. Не само да му је то донело 1. место него је овај хитац уједно био и нови афрички рекорд и најдужи хитац у посљедњих 14 година, још откад је светски рекордер Јан Железни бацио 92,80 м за златну медаљу на Светском првенству 2001. у Едмонтону. Јегу до краја није требало више бацања. У 4. серији Питкемеки се пробио на 3. место бацивши 87,64. Релер је у последњој серији остао кратак за 23 цм (мада је Питкемеки имао и бољи други хитац) и тако је Финац дошао до бронзане медаље.

## Земље учеснице
Учествовала су 33 такмичара из 21 земље.
1. Аргентина 1
2. Аустралија 1
3. Бразил 1
4. Кина 1
5. Кинески Тајпеј 1
6. Чешка 3
7. Египат 1
8. Естонија 3
9. Финска 3
10. Немачка 4
11. Јапан 1
12. Кенија 1
13. Летонија 1
14. Нови Зеланд 1
15. Пољска 1
16. Русија  2
17. Словачка 1
18. Јужноафричка Република 1
19. Тринидад и Тобаго 1
20. САД 3
21. Шведска 1

## Освајачи медаља
|                     |                                  |                       |
| Џулијус Јего Кенија | Ихаб Абделрахман Ел Сајед Египат | Теро Питкемеки Финска |

## Рекорди
Стање 22. август 2015. 
| Рекорди пре почетка Светског првенства 2015.     | Рекорди пре почетка Светског првенства 2015. | Рекорди пре почетка Светског првенства 2015. | Рекорди пре почетка Светског првенства 2015. | Рекорди пре почетка Светског првенства 2015. |                   |
| ------------------------------------------------ | -------------------------------------------- | -------------------------------------------- | -------------------------------------------- | -------------------------------------------- | ----------------- |
| Светски рекорд                                   | Јан Железни                                  | Чешка                                        | 98,48                                        | Јена, Немачка                                | 25. мај 1996.     |
| Рекорд светских првенстава                       | Јан Железни                                  | Чешка                                        | 92,80                                        | Едмонтон, Канада                             | 12. август 2001.  |
| Најбољи резултат сезоне                          | Џулијус Јего                                 | Кенија                                       | 91,39                                        | Бирмингем, Уједињено Краљевство              | 7. јул 2015.      |
| Афрички рекорд                                   | Џулијус Јего                                 | Кенија                                       | 91,39                                        | Бирмингем, Уједињено Краљевство              | 7. јул 2015.      |
| Азијски рекорд                                   | Ћингганг Џао                                 | Кина                                         | 89,15                                        | Инчон, Јужна Кореја                          | 2. октобар 2014.  |
| Северноамерички рекорд                           | Бро Грир                                     | САД                                          | 91,29                                        | Индијанаполис, САД                           | 21. јун 2007.     |
| Јужноамрички рекорд                              | Едгар Бауман                                 | Парагвај                                     | 84,70                                        | Сан Маркос, САД                              | 17. октобар 1999. |
| Европски рекорд                                  | Јан Железни                                  | Чешка                                        | 98,48                                        | Јена, Немачка                                | 25. мај 1996.     |
| Океанијски рекорд                                | Џерод Банистер                               | Аустралија                                   | 89,02                                        | Бризбејн, Аустралија                         | 29. фебруар 2008. |
| Рекорди после завршетка Светског првенства 2015. |                                              |                                              |                                              |                                              |                   |
| Афрички рекорд                                   | Џулијус Јего                                 | Кенија                                       | 92,72                                        | Пекинг, Кина                                 | 26. август 2015.  |
| Најбољи резултат сезоне                          | Џулијус Јего                                 | Кенија                                       | 92,72                                        | Пекинг, Кина                                 | 26. август 2015.  |

### Најбољи резултати у 2015. години
Десет најбољих атлетичара сезоне у бацању копља пре првенства (27. августа 2015), имали су следећи пласман.
| 1.  | Џулијус Јего              | Кенија            | 91,39 | 7. јул  |
| 2.  | Кишорн Волкот             | Тринидад и Тобаго | 90,16 | 9. јул  |
| 3.  | Теро Питкемеки            | Финска            | 89,09 | 25. јун |
| 4.  | Витјезслав Весели         | Чешка             | 88,18 | 7. јул  |
| 5.  | Ари Манио                 | Финска            | 86,82 | 7. јун  |
| 6.  | Анти Русканен             | Финска            | 86,61 | 15. мај |
| 7.  | Јакуб Вадлејх             | Чешка             | 86,21 | 22. јул |
| 8.  | Петр Фридрих              | Чешка             | 85,52 | 6. мај  |
| 9.  | Ихаб Абделрахман Ел Сајед | Египат            | 85,50 | 25. јун |
| 10. | Јоханес Фетер             | Немачка           | 85,40 | 31. мај |

Такмичари чија су имена подебљана учествују на СП 2015.

## Квалификациона норма
| Норма |
| ----- |
| 82,00 |

## Сатница
| Датум           | Време | Коло       |
| --------------- | ----- | ---------- |
| 24. август 2015 | 19:00 | Полуфинале |
| 26. август 2015 | 19:05 | Финале     |

Сва времена су по локалном времену (UTC+8)

## Резултати

### Квалификације
У квалификацијама 33 такмичара подељено је у две групе А са 16 и Б са 17 такмичара. Квалификациона норма за финале износила је 83 метра (КВ), коју је пребацило 7 такмичара, а осталих 5 поасирало се на основу постигнутог резултата (кв),,.
| Поз. | Група | Атлетичар                 | Земља                  | ЛР    | ЛРС   | 1     | 2     | 3     | Резултат | Нап.    |
| ---- | ----- | ------------------------- | ---------------------- | ----- | ----- | ----- | ----- | ----- | -------- | ------- |
| 1.   | Б     | Андреас Хофман            | Немачка                | 86,13 | 83,27 | 86,14 |       |       | 86,14    | КВ, ЛР  |
| 2.   | A     | Ryohei Arai               | Јапан                  | 86,83 | 84,13 | 79,50 | 81,28 | 84.66 | 84.66    | КВ, ЛРС |
| 3.   | Б     | Џулијус Јего              | Кенија                 | 91,39 | 91,39 | 80.79 | 84,46 |       | 84,46    | КВ      |
| 4.   | Б     | Витјезслав Весели         | Чешка                  | 88,34 | 88,18 | 83,63 |       |       | 83,63    | КВ      |
| 5.   | Б     | Теро Питкемеки            | Финска                 | 91,53 | 89,09 | 79,67 | 83,43 |       | 83,43    | КВ      |
| 6.   | A     | Брајан Толедо             | Аргентина              | 82,90 | 82,90 | 83,32 |       |       | 83,32    | КВ, НР  |
| 7.   | A     | Томас Релер               | Немачка                | 89,27 | 89,27 | 81,73 | 78,70 | 83,23 | 83,23    | КВ      |
| 8.   | Б     | Ихаб Абделрахман Ел Сајед | Египат                 | 89,21 | 85,50 | 82,85 | –     | –     | 82,85    | кв      |
| 9.   | A     | Анти Русканен             | Финска                 | 88,98 | 88,98 | x     | 82.20 | x     | 82.20    | кв      |
| 10.  | Б     | Ким Амб                   | Шведска                | 84,61 | 82,40 | 81,63 | x     | –     | 81,63    | кв      |
| 11.  | Б     | Ристо Метас               | Естонија               | 83,48 | 82,06 | 72,93 | 77,72 | 81,56 | 81,56    | кв      |
| 12.  | Б     | Јоханес Фетер             | Немачка                | 85,40 | 85,40 | 79,40 | 79,48 | 80,86 | 80,86    | кв      |
| 13.  | Б     | Танел Ланме               | Естонија               | 83,11 | 83,11 | 76,79 | 73,90 | 80,65 | 80,65    |         |
| 14.  | A     | Ари Манио                 | Финска                 | 86,82 | 86,82 | 80,19 | 77,79 | x     | 80.19    |         |
| 15.  | Б     | Жулио Сезар де Оливеира   | Бразил                 | 83,67 | 83,67 | 79,81 | 78,36 | 79,51 | 79,81    |         |
| 16.  | A     | Ларс Хаман                | Немачка                | 84,20 | 82,89 | 79.56 | 77.78 | 76.44 | 79.56    |         |
| 17.  | Б     | Џао Ђингганг              | Кина                   | 89,15 |       | x     | 79,47 | 75,77 | 79,47    | ЛРС     |
| 18.  | A     | Хамиш Пикок               | Аустралија             | 83,31 | 83,31 | 75,15 | 79,37 | 78,99 | 79,37    |         |
| 19.  | Б     | Rolands Štrobinders       | Летонија               | 83,37 | 83,37 | 79,11 | 76,88 | x     | 79,11    |         |
| 20.  | A     | Јакуб Вадлејх             | Чешка                  | 86,21 | 86,21 | 73,47 | 78,95 | x     | 78,95    |         |
| 21.  | Б     | Марћин Круковски          | Пољска                 | 85,20 | 85,20 | 78,91 | 77,11 | 78,91 | 78,91    |         |
| 22.  | A     | Магнус Кирт               | Естонија               | 82,22 | 82,22 | 74,73 | 78,84 | 77,08 | 78,84    |         |
| 23.  | A     | Стјуарт Фаркуар           | Нови Зеланд            | 86,31 | 82,75 | 78,30 | x     | 77,53 | 78,30    |         |
| 24.  | A     | Рајли Долезал             | САД                    | 83,50 | 81,62 | x     | 73,41 | 77,64 | 77,64    |         |
| 25.  | A     | Дмитриј Тарабин           | Русија                 | 88,84 | 84,70 | 71,78 | 77,48 | 74,82 | 77,48    |         |
| 26.  | A     | Кишорн Волкот             | Тринидад и Тобаго      | 90,16 | 90,16 | x     | 75.16 | 76.83 | 76.83    |         |
| 27.  | Б     | Huang Shih-feng           | Кинески Тајпеј         | 82,11 | 81,40 | x     | 75,72 | x     | 75,72    |         |
| 28.  | A     | Rocco van Rooyen          | Јужноафричка Република | 85,39 | 85,39 | 70,38 | 75,55 | x     | 75,55    |         |
| 29.  | Б     | Шон Фуреј                 | САД                    | 83,08 | 83,08 | x     | 72,64 | 75,01 | 75,01    |         |
| 30.  | Б     | Петр Фридрих              | Чешка                  | 88,23 | 85,52 | 73,77 | 74,24 | x     | 74,24    |         |
| 31.  | A     | Sam Crouser               | САД                    | 83,33 | 83,33 | 70,47 | x     | 73,88 | 73,88    |         |
| 32.  | Б     | Валериј Јордан            | Русија                 | 83,56 | 83,00 | 73,22 | x     | 73,43 | 73,43    |         |
| 33.  | A     | Patrik Zenúch             | Словачка               | 84,83 | 82,51 | 69,31 | x     | r     | 69,31    |         |

Подебљани лични рекорди су и национални рекорди земље коју такмичарка представља

### Финале
,,
| Пласман | Такмичар                  | Земља     | #1    | #2    | #3    | #4    | #5    | #6    | Резултат | Белешке  |
| ------- | ------------------------- | --------- | ----- | ----- | ----- | ----- | ----- | ----- | -------- | -------- |
|         | Џулијус Јего              | Кенија    | x     | 82,42 | 92,72 | –     | –     | x     | 92,72    | СРС, АФР |
|         | Ихаб Абделрахман Ел Сајед | Египат    | 86,07 | 88,99 | x     | x     | x     | x     | 88,99    | ЛРС      |
|         | Теро Питкемеки            | Финска    | 83,45 | 85,03 | 85,08 | 87,64 | 84,49 | 87,34 | 87,64    |          |
| 4.      | Томас Релер               | Немачка   | 86,68 | 86,03 | 86,77 | 87,18 | 84,00 | 87,41 | 87,41    |          |
| 5.      | Анти Русканен             | Финска    | 76,24 | 81,29 | 87,12 | 80,63 | 84,30 | x     | 87,12    |          |
| 6.      | Андреас Хофман            | Немачка   | 79,38 | 77,33 | 84,85 | 82,43 | x     | 86,01 | 86,01    |          |
| 7.      | Јоханес Фетер             | Немачка   | 83,79 | 81,98 | 80,28 | x     | 79,43 | x     | 83,79    |          |
| 8.      | Витјезслав Весели         | Чешка     | 78,38 | x     | 83,13 | 81,45 | 82,98 | x     | 83,13    |          |
| 9.      | Ryohei Arai               | Јапан     | 80,81 | 83,07 | x     |       |       |       | 83,07    |          |
| 10.     | Брајан Толедо             | Аргентина | 78,27 | 78,30 | 80,27 |       |       |       | 80.27    |          |
| 11.     | Ким Амб                   | Шведска   | 77,38 | 75,77 | 78,51 |       |       |       | 78,51    |          |
| 12.     | Ристо Метас               | Естонија  | 75,79 | 70,10 | 76,79 |       |       |       | 76,79    |          |